# Kepler-88b
Kepler-88b es uno de los dos planetas extrasolares que orbitan la estrella Kepler-88. Fue descubierta por el método de tránsito astronómico en el año 2013.